# Tapinillus roseisterni
Tapinillus roseisterni là một loài nhện trong họ Oxyopidae.
Loài này thuộc chi Tapinillus. Tapinillus roseisterni được Cândido Firmino de Mello-Leitão miêu tả năm 1930.